# Solaster spectabilis
Solaster spectabilis is een zeester uit de familie Solasteridae.
De wetenschappelijke naam van de soort werd in 2011 gepubliceerd door Clark & Jewett.